# Adela (bướm đêm)
Adela là một chi (sinh học) bướm đêm trong họ (sinh học) Adelidae, phân họ (sinh học) Adelinae.

## Các loài
- Adela albicinctella Mann, 1852
- Adela associatella (Zeller, 1839)
- Adela australis (Herrich-Schäffer, 1855)
- Adela caeruleella Walker, 1863
- Adela collicolella (Walsingham, 1904)
- Adela croesella (Scopoli, 1763)
- Adela cuneella Walsingham, 1891
- Adela cuprella (Denis & Schiffermüller, 1775)
- Adela droseropa Meyrick, 1921
- Adela eldorada Powell, 1969
- Adela electella (Walker, 1863)
- Adela flammeusella Chambers, 1876
- Adela gymnota (Meyrick, 1912)
- Adela homalella (Staudinger, 1859)
- Adela janineae (Viette, 1954)
- Adela mazzolella (Hübner, 1801)
- Adela natalensis Stainton, 1860
- Adela oplerella Powell, 1969
- Adela paludicolella (Zeller, 1850)
- Adela pantherellus (Guenée, 1848)
- Adela punctiferella Walsingham, 1870
- Adela purpurea Walker, 1863
- Adela reaumurella (Linnaeus, 1758)
- Adela ridingsella Clemens, 1864
- Adela septentrionella Walsingham, 1880
- Adela singulella Walsingham, 1880
- Adela thorpella Powell, 1969
- Adela trigrapha Zeller, 1876
- Adela tsaratanana (Viette, 1954)
- Adela violella (Denis & Schiffermüller, 1775)

## Hình ảnh

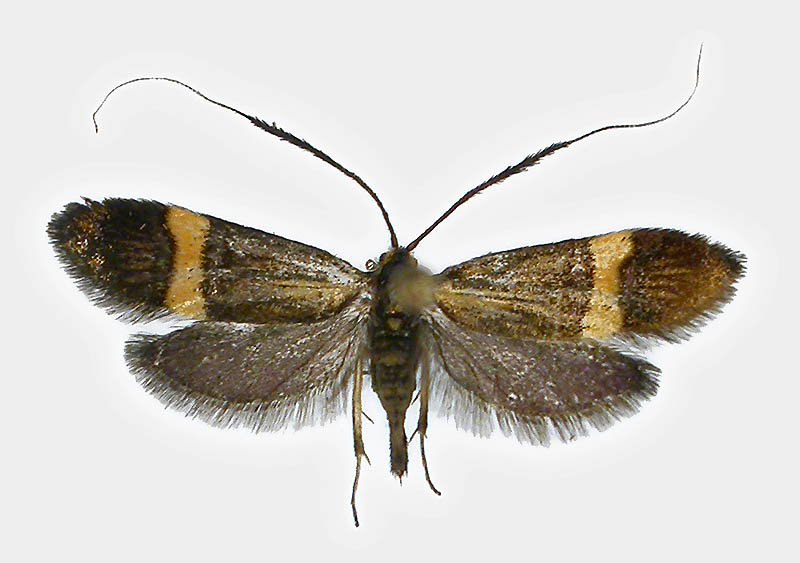
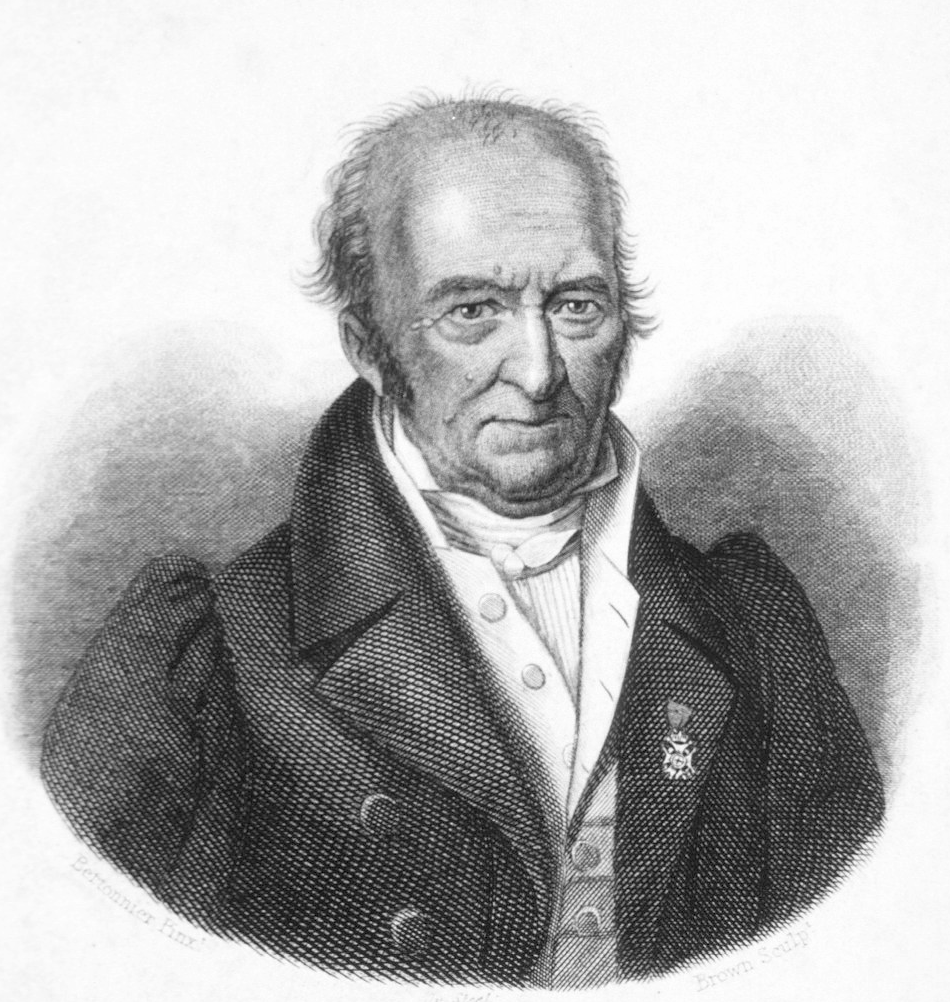
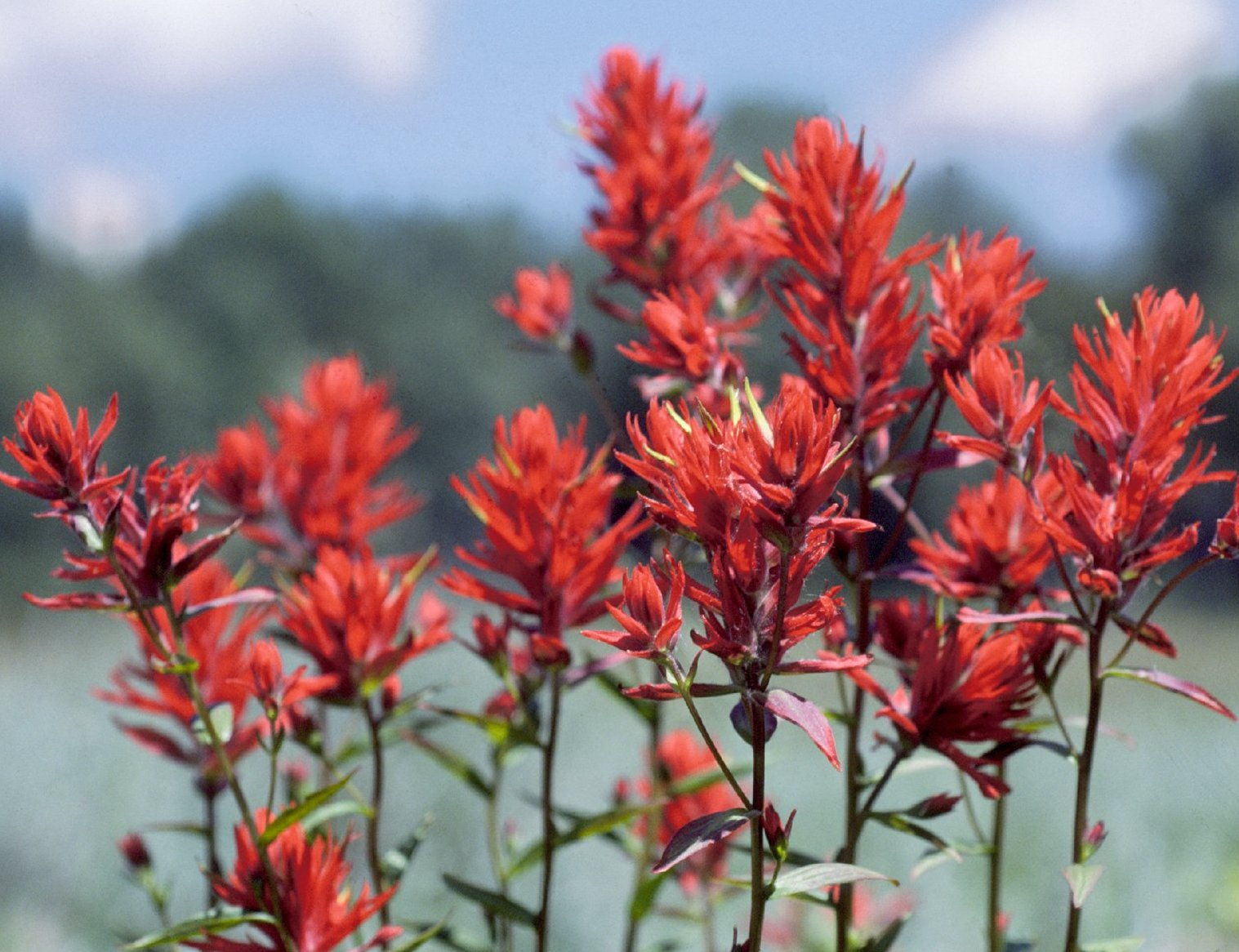
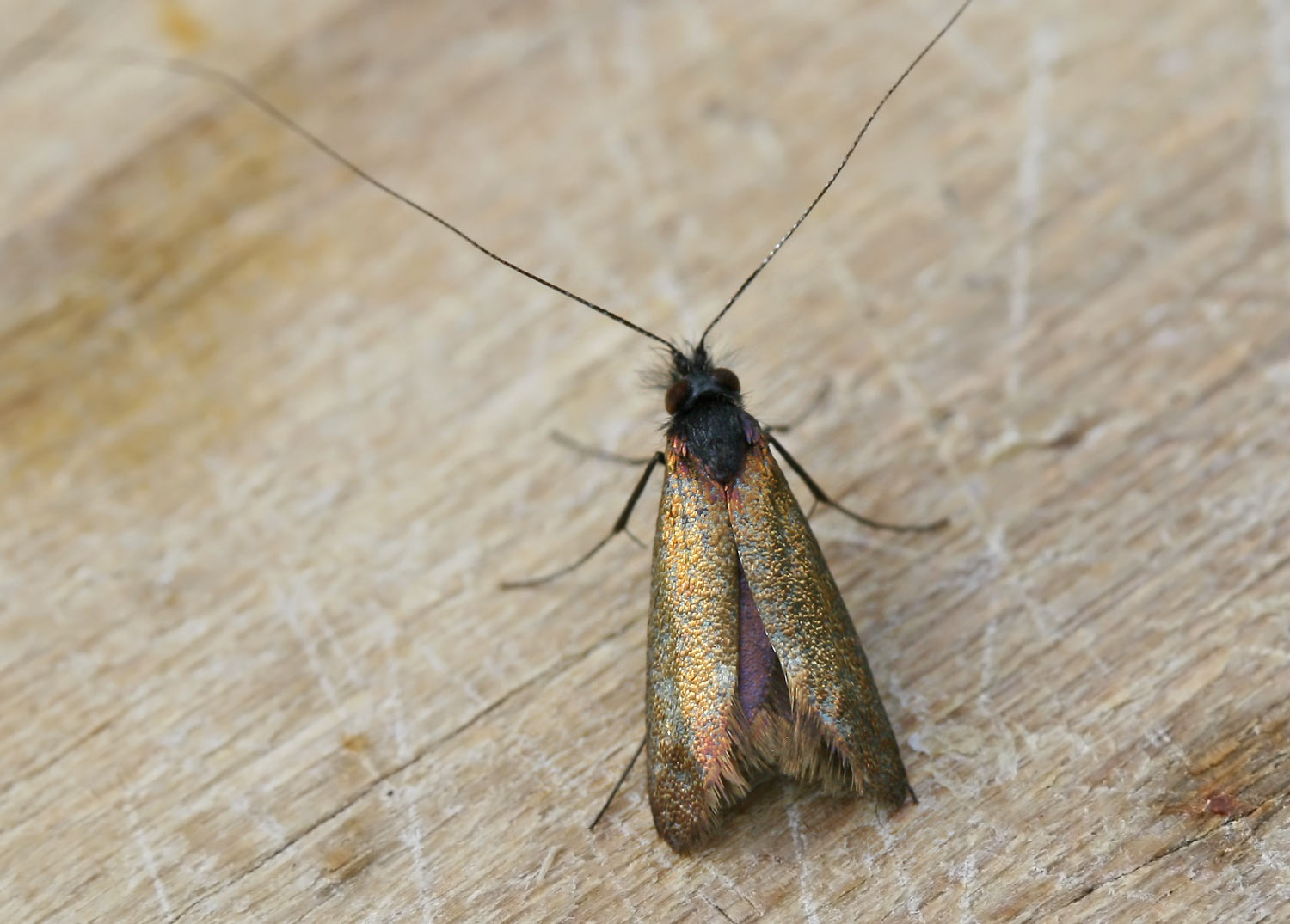